# Áureo Malinverni
Áureo Agostinho Arruda Malinverni (Lages, 26 de dezembro de 1933 – Florianópolis, 17 de maio de 2023) foi um treinador e futebolista brasileiro que atuou como zagueiro ou volante. 
Marcou época no Grêmio, equipe que defendeu entre 1961 e 1971, conquistando o heptacampeonato gaúcho. Ao lado de Airton Pavilhão, Áureo formou uma dupla de zaga respeitada no time que contava com outros ídolos históricos do Tricolor, como Ortunho, Joãozinho, Paulo Lumumba e Alcindo. Em 1963 foi eleito o melhor jogador do futebol gaúcho pela revista esportiva paulista Gazeta Esportiva Ilustrada.
Desde 2003 está incluído na Calçada da Fama gremista.

## Carreira

### Como jogador
Iniciou sua carreira pelo Inter de Lages, profissionalizando-se ao chegar no Flamengo de Caxias do Sul. Em 1961 transferiu-se para o Grêmio, onde conquistou vários títulos estaduais.

### Como treinador
Estreou como técnico da Associação Caxias de Futebol no ano de 1974, sendo campeão da Taça Governador do Estado. Em 1975 dirigiu o Avaí, sendo novamente campeão estadual, agora catarinense. Com seis passagens intercaladas entre 1975 e 1987, Áureo é o treinador que mais comandou o Leão da Ilha. Ao todo foram sete anos no clube catarinense, somando 252 jogos na beira do gramado, comandado a equipe azurra.

## Títulos

### Como jogador
Grêmio
- Campeonato Gaúcho: 1962 e 1968

Seleção Brasileira
- Taça Bernardo O'Higgins: 1966

### Como treinador
Avaí
- Campeonato Catarinense: 1975

### Prêmios individuais
- Em agosto de 1969, ganhou o Prêmio Belfort Duarte, que homenageava o jogador de futebol profissional que passasse dez anos sem sofrer uma expulsão, tendo jogado pelo menos 200 partidas nacionais ou internacionais.[3]